# 摇篮凡世
《搖籃凡世》（英語：Pavane for an Infant）是一部2024年馬來西亞電影。本片由張吉安執導和編劇，廖子妤、許恩怡、原腾、袁富華和蔡寶珠主演。本片入圍第37屆東京國際電影節亞洲未來競賽單元並作世界首映，  隨後入選第六屆海南島國際電影節金椰獎競賽單元。2025年，本片勇奪第39屆弗里堡國際電影節青年評審大獎，同年被選為第49屆香港國際電影節開幕影片。

## 劇情
棄嬰艙，在馬來西亞伊斯蘭國度裡，仍是難以啟齒的禁忌，崛起的社會保守主義，將之歸咎為鼓勵性愛的淪落地獄… 麗心、法蒂瑪、琴姐和努魯是吉隆坡一家棄嬰倉的長期職工，4名女人日以繼夜，逆著反對聲浪，協力陪伴各族女性面對身體自主的窘境。 就在齋戒月近尾聲，未成年少女小曼在棄嬰倉外，正徘徊在墮胎邊緣，麗心自告奮身，力挽絕望，卻再度墜入暗流湧動的神權、父權陷阱…

## 演員
- 廖子妤飾演麗心：棄嬰倉職工。
- 許恩怡飾演小曼：未成年少女。
- 袁富華飾演強哥：神壇師傅。
- 蔡寶珠飾演琴姐：棄嬰倉資深社工。
- 原騰飾演阿明：強哥助手/扶童。

## 獎項及入圍
- 入選第37屆東京國際電影節 - 世界首映｜亞洲未來競賽單元
- 獲得第39屆弗里堡國際電影節 - 青年評審大獎
- 入選第49屆香港國際電影節 - 開幕電影
- 入選第44屆伊斯坦堡國際電影節 - 入選作品
- 入選第27屆上海國際電影節電影節 - 年度亞洲電影單元
- 入選第24屆紐約亞洲電影節 - 入選作品
- 入選第6屆海南島國際電影節 - 金椰獎競賽單元
- 入選不萊梅電影節2025 - 國際競賽單元
- 入選台北金馬影展2024 - 華語首映

## 外部連結
- 互联网电影数据库（IMDb）上《摇篮凡世》的资料（英文）